# أزماهار أريانو
أزماهار أريانو (14 يناير 1991 ببنما سيتي في الولايات المتحدة - ) هو لاعب كرة قدم أمريكي وبنمي في مركز الدفاع. لعب مع نادي بودابست هونفيد وChepo F.C. ‏ وClub Deportivo Universitario ‏ وسبورتينغ سان ميغيليتو ونادي تاورو ‏.

## روابط خارجية
- أزماهار أريانو على موقع قاعدة بيانات كرة القدم.إي يو (الإنجليزية)
- أزماهار أريانو على موقع ناشيونال فوتبول تيمز (الإنجليزية)
- أزماهار أريانو على موقع Soccerbase.com (لاعب) (الإنجليزية)
- أزماهار أريانو على موقع Soccerway.com (الإنجليزية)